# Holoplatys bicolor
Holoplatys bicolor är en spindelart som beskrevs av Simon 1901. Holoplatys bicolor ingår i släktet Holoplatys och familjen hoppspindlar. Inga underarter finns listade i Catalogue of Life.